# Agnostina

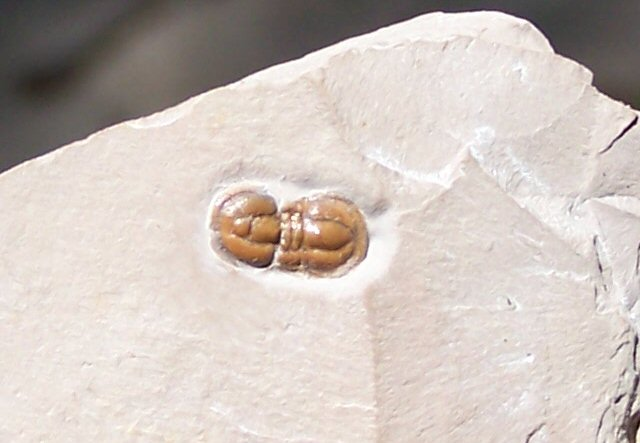
Agnostina

Die Agnostina sind eine Unterordnung der Agnostida, eine Ordnung der ausgestorbenen Trilobiten (Trilobita).
Die Arten dieser kleinen, augenlosen Trilobiten waren weltweit verbreitet und hatten einen zweigliedrigen Thorax. Ihre fossilen Exuvien (Häutungsreste) finden sich sehr zahlreich bis massenhaft in kambrischen Ablagerungen und werden deshalb auch zur Bestimmung der Sedimente herangezogen.

## Stratigraphische Reichweite
Diese kleinen Trilobiten sind typisch für das Kambrium, kommen aber bis zum Oberordovizium vor.

## Überfamilien
Diese Unterordnung hat zwei Überfamilien, die Agnostoidea und die Condylopygoidea.

### Agnostoidea
Die Glabella hat schräg nach vorne verlaufende Furchen ohne Occipitallobus (bei einigen Trilobitenarten hinter der Glabella im Übergang zum Thorax zu finden). Der vordere Teil der Glabella (Anteroglabella) ist gleich oder schmaler als der hintere Teil (Posteroglabella). Der Thorax entspricht derjenigen von Agnostus pisiformis. Die Spindel auf dem Pygidium hat sehr wenig Strukturen: Entweder sie ist ganz verwachsen oder sie hat zwei Segmente und ist nur hinten komplett verwachsen. Die Spindel hat auf dem zweiten Segment manchmal ein deutliches Axialtuberkel.
Familien:
- Agnostidae
  - Connagnostus eichbaumi
- Ammagnostidae
- Clavagnostidae
- Diplagnostidae
- Doryagnostidae
- Glyptagnostidae
- Metagnostidae
- Peronopsidae
- Ptychagnostidae

### Condylopygoidea
Die Furchen auf der Glabella verlaufen im Gegensatz zu den Agnostoidea transversal, d. h. senkrecht zur Körperachse. Es ist ein Occipitallobus vorhanden. Der vordere Teil der Glabella (Anteroglabella) ist seitlich erweitert beim Übergang zum hinteren, dem Thorax naheliegenden Teil (Posteroglabella). Die Spitze der Anteroglabella kann mit einem sogenannten Mittelstachel (Suculus) geteilt sein. Der Thorax entspricht hier ebenfalls derjenigen von Agnostus pisiformis. Die breite und hinten abgerundete Spindel hat drei Segmente.
Familien:
- Condylopyidae